# Indiani metropolitani
(Slogan degli Indiani Metropolitani del 1977)

Pupazzo raffigurante Luciano Lama, innalzato dagli Indiani metropolitani nel cortile della Università La Sapienza di Roma

Gli Indiani metropolitani sono stati una subcultura giovanile italiana, con la peculiarietà delle avanguardie culturali contro il conformismo borghese e per un risveglio generale dell'indole di libertà a partire dal rompere con ogni fattispecie di "tabù" (cosa che non era riuscita nel 1968), caustici e iconoclasti al punto da renderli pronti a ricevere un consenso trasversale non solo giovanile. Questione propulsiva della contestazione era il voler riappropiarsi dei tempi della propria vita e soddisfare i propri bisogni senza esser più stritolati da una vita lavorativa che rispondesse solo alle mere logiche del capitale. Costituivano l'area più libertaria e creativa del movimento del Settantasette.
Dalla metà degli anni settanta, i giovani del movimento che si riconoscevano proprio nella cosiddetta "ala creativa" iniziarono a radunarsi al Parco Lambro, a Milano, alla grande Festival del proletariato giovanile organizzata da Re Nudo, periodico di controcultura, definita da molti la versione italiana del festival di Woodstock.

## Ifricchettoni
Tramontata l'era del movimento degli hippy, giunto dall'America, molti giovani della fine degli anni sessanta e l'inizio dei settanta costituirono un nuovo movimento spontaneo detto dei freak (termine inglese traducibile con l'italiano diversi) che aveva sostituito i vecchi hippy pur continuandone la tradizione. I freak, italianizzati col neologismo fricchettoni, inizialmente non erano politicizzati ma si amalgamarono attorno al mondo del rock, e della controcultura in genere, appena giunto in Italia all'inizio degli anni settanta, del quale contestarono la crescente industrializzazione e la dipendenza dalle majors ovvero le grandi case discografiche internazionali.
Questo movimento spontaneo ruotava attorno alla cosiddetta cultura underground che in Italia si legò alla rivista Re Nudo e alla casa editrice Stampa Alternativa ma anche ad altre riviste minori, talvolta nemmeno stampate, ma che giravano sotto forma di fogli ciclostilati. L'underground italiano contestava in toto la società borghese entrata in crisi alla fine degli anni sessanta dopo il decennio del cosiddetto boom economico. Ma non si riconosceva nemmeno nelle strutture della sinistra parlamentare ed extraparlamentare, ispirandosi piuttosto ai rappresentanti della Beat Generation americana e ai suoi scrittori e poeti come Jack Kerouac e Allen Ginsberg, e al movimento situazionista francese.
Aggregati sotto lo slogan: Il rock è nostro le prime contestazioni avvennero con il rifiuto di pagare prezzi giudicati troppo elevati per i concerti rock, a cui seguiva la proposta un prezzo proletario o la rivendicazione del "diritto" di potervi assistere senza pagare. Su questa onda si avvicinarono alle frange più estreme dei movimenti extraparlamentari di sinistra, organizzando dei veri e propri blitz, chiamati sfondamenti, che li portarono spesso a contatti violenti con le forze dell'ordine. Opponendosi ai valori fondamentali della borghesia come quelli della patria e della famiglia, li sostituirono con una pratica alternativa della famiglia allargata (le cosiddette Comuni), della libertà sessuale e della liberalizzazione delle droghe. I freak s'ispirarono ai saggi del filosofo tedesco Herbert Marcuse, a quelli di David Cooper sulla critica della famiglia, e soprattutto a quelli sulla liberazione sessuale di Wilhelm Reich. Per la cultura delle droghe fu basilare anche il pensiero di Timothy Leary, sperimentatore dell'uso dell'LSD.

## Il movimento del Settantasette
Il momento più importante fu la definitiva politicizzazione della cultura alternativa in Italia che avvenne con il movimento del Settantasette e la nascita dell'Area dell'Autonomia della quale i futuri Indiani Metropolitani rappresentarono la cosiddetta ala creativa. A differenza dei loro compagni dell'Autonomia Operaia, sconfitti dalla repressione dello Stato in seguito all'entrata di molti militanti nella clandestinità, l'ala creativa fu stroncata soprattutto dal dilagare dell'eroina; essi infatti - molto più dediti all'uso di droghe che alla violenza politica - furono facile preda di questa droga che segnerà la vita di molti giovani per tutti gli anni ottanta e novanta. Mario Appignani, autoproclamatosi nel 1977 capo tribù con il nome di Cavallo Pazzo, non vivrà più di quarantuno anni per aver demolito il suo fisico con la tossicodipendenza da eroina (concause furono altre patologie tra cui un tumore al colon e l'AIDS); l'uso senza freni che fece del brown sugar fu la causa del distacco netto da lui negli anni ottanta del suo compagno di vita e di battaglie politiche, Marco Erler, che assetato di cultura e di vita non lo seguì in questa spirale autodistruttiva.
Il termine "Indiani Metropolitani" fu coniato durante l'occupazione della facoltà di Lettere dell'Università di Roma, con un volantino che echeggiava, ironicamente, il Manifesto del Futurismo e che trovò sviluppo nella fanzine "Oask!?". La prima azione pubblica fu quella, con la scala a torretta sottratta dalla biblioteca della facoltà di Lettere, durante la Cacciata di Lama dall'Università di Roma, nel 1977, anche se l'ala creativa era già presente in precedenti esperienze politiche vicine al Movimento degli Studenti, come i gruppi situazionisti degli anni sessanta.

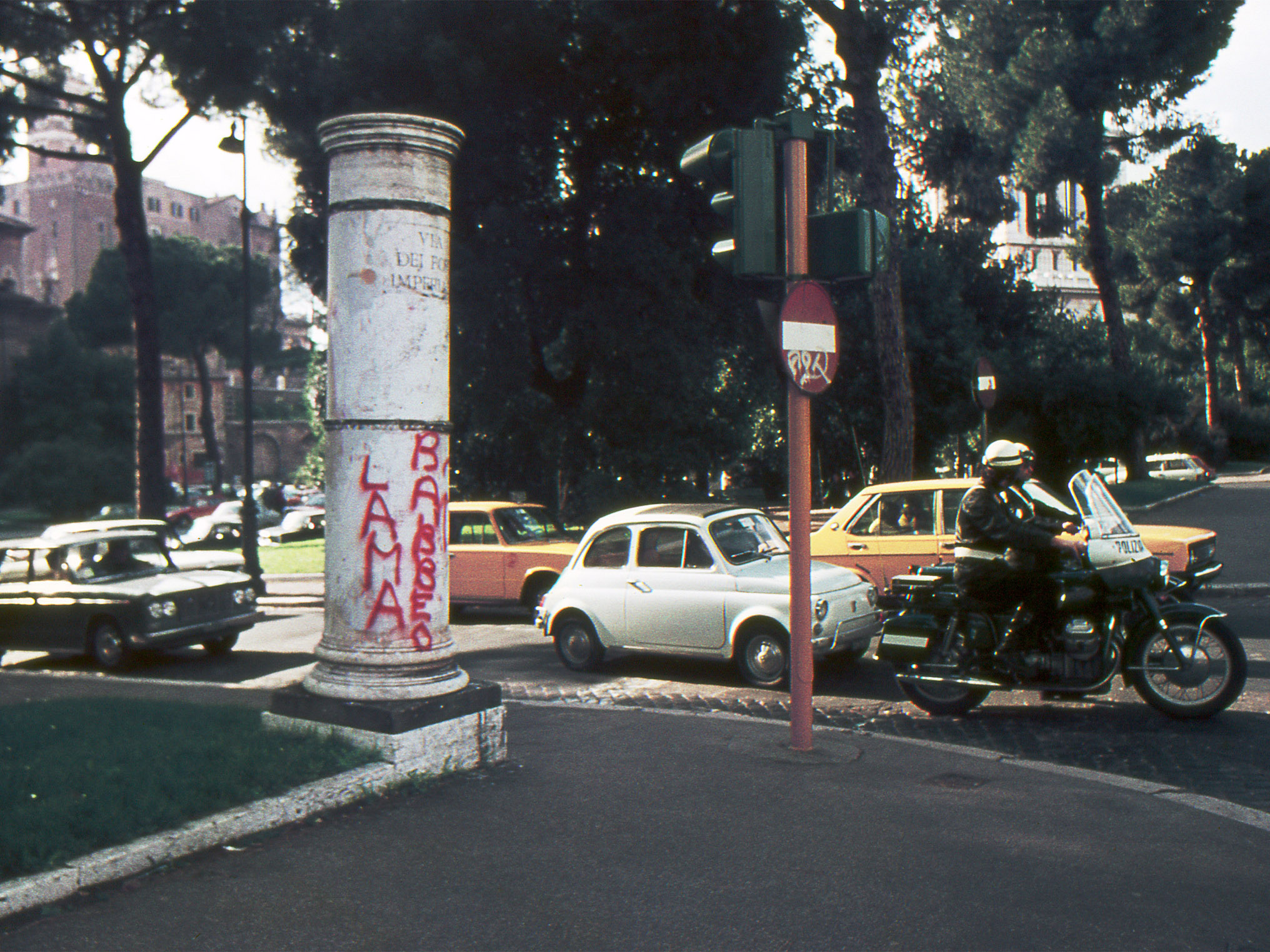
Roma, 1977 - Scritta in via dei Fori Imperiali dopo la "Cacciata di Lama" dall'Università La Sapienza

In realtà gli Indiani metropolitani si materializzarono concretamente nella notte di Natale del 1975, con scritte blasfeme sulla chiesa di Tomba di Nerone a Roma, via Cassia, per opera di un gruppo di individui molto diversi tra loro, per estrazione sociale e politica, firmandosi Gruppo Geronimo, sigla che sarà mantenuta per una buona parte del 1976 per poi essere "sciolta nel movimento".
Il "Gruppo Geronimo", dopo alcuni scontri fisici e chiarificatori con il "Collettivo di via dei Volsci", pubblica anche due numeri di una rivista chiamata "Neg/azione". Il primo numero vede la partecipazione di tutti i componenti, mentre il secondo e ultimo numero viene monopolizzato da due o tre persone, mentre gli altri sono già impegnati in altri progetti: il più importante, non solo a livello mediatico, è quello di "Radio Blu"(94.800 Mhz), messo in piedi insieme con un gruppo di ex militanti di Potere Operaio.
Ci sono anche altri giovanissimi che, emuli di Ernesto Assante, conduttore notturno di "Radio Blu", si lanciano quali acerbi DJ ( anche da "cani sciolti" come si diceva allora) in trasmissioni musicali notturne: fra questi Marco Erler dall'etere di "Onda Radio 101" emittente della Balduina: per sottolineare la tendenza trasgressiva del far uso di sostanze psicotrope alternative trasmette in continuazione i Gong, gruppo di psychedelic rock anglo-francese fondato dall'australiano Daevid Allen, formazione che conquisterà la piazza romana con due spettacolari concerti, al cinema teatro Palladium (Garbatella) e a piazza Navona.
Nel 1976 il "Gruppo Geronimo" veniva riportato su La Repubblica come gruppo eversivo e con contatti con la lotta armata. Geronimo e gli Indiani metropolitani non erano affatto non violenti ma erano sicuramente contrari al terrorismo e al fiancheggiamento di quest'ultimo. Gli indiani di "Geronimo" seguivano gli insegnamenti del 1957 di Guy Debord e, per denunciare l'assoggettamento psicologico in atto in seguito all'alienazione da consumismo di tutte le masse, ricostruivano per gioco, e anche per sfida, delle situazioni tanto ridicole quanto improbabili.
Fra le varíe "tribù" si ricordi quella capeggiata da Mario Appignani che fu molto attiva non solo nel giorno dei disordini contro Lama dentro l'Ateneo romano ma anche in quello del raduno per le istanze antinucleari davanti alla allora costruenda centrale nucleare di Montalto di Castro.
I creativi inoltre organizzarono un grande incontro happening a Roma nella Villa Pamphilj nel mese di aprile, a significare la volontà dei giovani di "non farsi rubare" un'altra primavera bensì di affermare la politica spiccia dei bisogni quotidiani contro l'impostazione pragmatica della sinistra facente capo al PCI. Tale "festa" nei prati fioriti di Villa Pamphilj richiamò migliaia di ragazzi, non solo giovanissimi, ma anche "figli dei fiori" con esperienze alla Woodstock; per le sue coreografie e le movenze ritmate in modo incessante da bonghi e tamburi con tanto di minuetti medioevali e gestualità da cavalieri antichi, oltre che per il conio di nuovi slogan fatti di scomposizioni del linguaggio, fu un fatto nuovo mai visto prima di allora. Rimase unico del suo genere tale evento di una sola giornata (senza che fosse centrato sui più consueti raduni-accampamento per concerti rock diluiti in più giornate in sequenza), poi condito come fu con esperimenti intellettuali e l'introduzione pubblica che fecero alcuni per la prima volta dell'esperanto che già era in voga tra gli alternativi che frequentavano Amsterdam e la sua Melkweg: ecco perché rimase impresso a fuoco nella memoria dei numerosissimi partecipanti che riempirono la Villa in ogni dove, anche per la gioia e il talento dei vari fotografi che immortalarono l'evento.

## Crisi e fine del movimento
Di fronte alla crisi dei movimenti della sinistra extraparlamentare, gli Indiani metropolitani reagirono rifiutando la violenza come pratica dell'area dell'Autonomia e abbandonando sostanzialmente la ferrea dottrina marxista. Nell'adottare una nuova critica culturale dei modelli borghesi, si ispirarono al movimento dadaista. Sia nelle attività politiche, sia nei cortei, entrambe le aree dell'Autonomia convissero con forti critiche reciproche. Molti Indiani metropolitani, come abbiamo visto, andarono a ingrossare le file dei tossicodipendenti da eroina e cocaina. Altri si rifugiarono in varie sette mistiche, legate alla cultura dell'Oriente, in particolare a quella d'impronta buddista o di un misticismo particolare come quello dei cosiddetti arancioni di Osho Rajneesh: per questo motivo molti ex Indiani ed ex "fricchettoni" si trasferirono in India.